# Matthias Kessler
Matthias Kessler (Núremberg, 16 de mayo de 1979) en  es un ciclista alemán.
Debutó como profesional dentro del equipo Team Telekom donde estuvo desde 2000 hasta 2006. En 2007 fichó por el equipo Astana donde fue suspendido por un positivo. Ganó cuatro carreras, incluyendo una etapa del Tour de Francia 2006 y obteniendo varios lugares de honor en las clásicas de las Ardenas. 

## Biografía
Profesional desde 2000 con el equipo de Deutsche Telekom, rebautizado como T-Mobile en 2004. En 2007 se incorporó a la formación de Kazajistán Astana. 
Se convirtió en un corredor muy bueno para las Clásicas de las Ardenas, donde obtuvo el tercer lugar en la Flecha Valona de 2004. Fue también el primer gregario de Andreas Klöden en el  Tour de Francia, en el cual, en la 10º etapa, cayó contra un poste al lado de la carretera, originando una espectacular caída sin gravedad, pero se vio forzado a abandonar. En 2006, ganó la 3ª etapa del Tour atacando en la cota del Cauberg. En la vida fuera del ciclismo, es amigo de su exlíderes Jan Ullrich, Alexandre Vinokourov y Andreas Klöden. 
En abril de 2007, da positivo por testosterona antes de la Flecha Valona donde quedó en cuarto lugar. El anuncio de este resultado al final del mes de junio llevó al equipo Astana a suspenderlo temporalmente y luego a despedirlo después de que se confirmase el positivo. En enero de 2008, el Comité Olímpico de Suiza decide suspenderlo dos años a partir del 27 de julio de 2007 y se le descalificó de la Flecha Valona. 
A la vuelta de su suspensión, Kessler no encontró equipo. El 14 de enero de 2010, sufrió una grave caída entrenando en Mallorca, y sufrió una lesión en el cráneo.
En marzo de 2014, Kessler, que quedó paralizado de un lado después de su accidente de entrenamiento, corrió en tándem junto a Jan Ullrich, su excompañero del equipo Deutsche Telekom. Fue en África del Sur, en la carrera "Cape Argus" de más de 110 kilómetros.

## Palmarés
2003
- Copa Luk
- Gran Premio Miguel Induráin

2004
- Gran Premio Miguel Induráin

2006
- 2.º en el Campeonato de Alemania en Ruta
- 1 etapa del Tour de Francia

## Resultados en Grandes Vueltas y Campeonatos del Mundo
| Carrera         | Carrera         | 2000  | 2001 | 2002  | 2003 | 2004 | 2005  | 2006 | 2007 |
| --------------- | --------------- | ----- | ---- | ----- | ---- | ---- | ----- | ---- | ---- |
|                 | Giro de Italia  | —     | 23.º | 25.º  | —    | —    | 25.º  | 72.º | —    |
|                 | Tour de Francia | —     | —    | —     | 49.º | Ab.  | 57.º  | 53.º | —    |
|                 | Vuelta a España | 102.º | —    | 47.º  | —    | —    | —     | —    | —    |
| Mundial en Ruta | Mundial en Ruta | Ab.   | 85.º | 140.º | 83.º | 19.º | 116.º | —    | —    |

―: no participa
Ab.: abandono